# Coenraad Garms

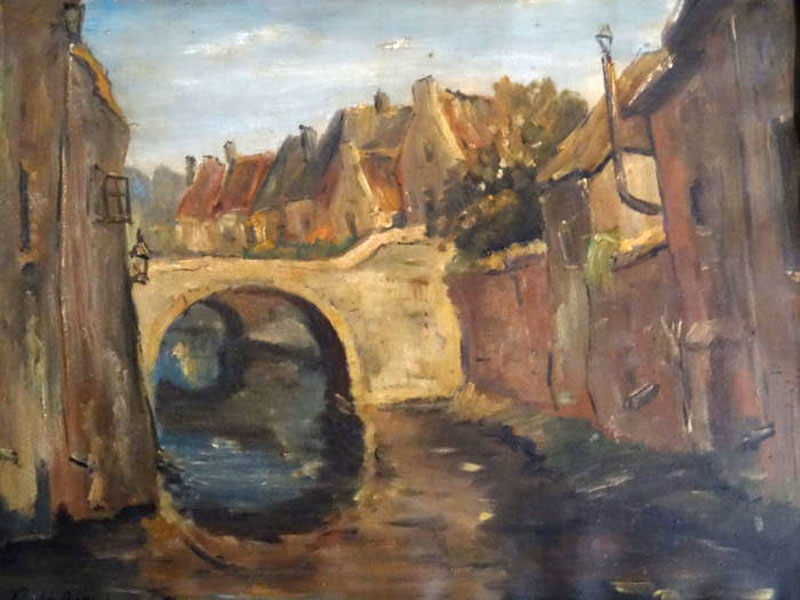
Stadtansicht von Den Bosch

Coenraad Matthias Garms (* 4. September 1863 in Amsterdam; † 26. Januar 1944 in Laren (Noord-Holland)) war ein niederländischer Maler, Radierer, Zeichner und Aquarellist. 
Garms war von 1883 bis 1886 Schüler der Kunstgewerbeschule Quellinus in Amsterdam, von 1886 bis 1889 der Académie royale des Beaux-Arts de Bruxelles.
Er unternahm gemeinsam mit dem Maler Pieter Egmond eine Studienreise nach Frankreich, Algier, Tunis und Italien, kehrte dann nach Holland zurück.
Er lebte und arbeitete in Amsterdam, ließ sich 1938 in Huizen (Nordholland) nieder.
Garms malte, aquarellierte, zeichnete und radierte Landschaften, Hafenansichten und beschäftigte sich auch mit Holzschnitten (Stadtansichten). 
Er war Mitglied von „Arti et Amicitiae“, Sekretär der Künstlervereinigung „Sint Lucas“ und der Het Goois-Malervereine. 
Er unterrichtete Salomon Meijer.
Garms nahm an Ausstellungen in Amsterdam (1895 und 1903), in Arnheim (1897) und in Maastricht (1896) teil.